# Voima

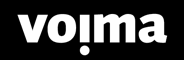

Voima (dt. ‚Kraft‘ oder ‚Stärke‘) ist eine überregionale gesellschaftskritische, finnische Zeitung im Tabloid-Format. Inhaltlich behandeln die Artikel der Zeitung gesellschaftliche und kulturelle Themen, oft im Sinne von Gegenkultur und aus einer urbanen Perspektive heraus.
Voima wird kostenlos verteilt und finanziert sich überwiegend durch Anzeigen. Von den ca. 700 Auslageorten befindet sich etwa die Hälfte in der Hauptstadtregion Helsinki, weitere Schwerpunkte sind in Tampere und Turku. Als Auslageorte dienen Buchhandlungen, Bibliotheken, Kinos, Busbahnhöfe, Cafés, Hochschulen, Theater und Museen. Die Auflage liegt bei 70.000.
Die erste Ausgabe erschien im Dezember 1999, seit 2000 erscheint Voima zehn Mal im Jahr. Im Jahr 2001 wurde die Redaktion von Voima mit dem Staatspreis für Informationsveröffentlichung (Tiedonjulkistamisen valtionpalkinto) ausgezeichnet.
Ab 2007 veröffentlichte Voima die finnischsprachige Ausgabe der französischen Zeitung Le Monde diplomatique.